# Matera Sport 1990-1991
Questa voce raccoglie le informazioni riguardanti il Matera Sport nelle competizioni ufficiali della stagione 1990-1991.

## Rosa
| N. |                   | Ruolo | Calciatore          |
| -- | ----------------- | ----- | ------------------- |
|    | Italia (bandiera) | P     | Alfredo Cimino      |
|    | Italia (bandiera) | P     | Cesare Morciano     |
|    | Italia (bandiera) | D     | Cataldo Cifarelli   |
|    | Italia (bandiera) | D     | Francesco Danza     |
|    | Italia (bandiera) | D     | Germano Iannella    |
|    | Italia (bandiera) | D     | Giovanni Paolicelli |
|    | Italia (bandiera) | D     | Domenico Tanzi      |
|    | Italia (bandiera) | C     | Paolo Adorisio      |
|    | Italia (bandiera) | C     | Piero Caputo        |
|    | Italia (bandiera) | C     | Gianfranco Filidoro |

| N. |                    | Ruolo | Calciatore          |
| -- | ------------------ | ----- | ------------------- |
|    | Italia (bandiera)  | C     | Aldo Gardini        |
|    | Italia (bandiera)  | C     | Francesco Gigliotti |
|    | Italia (bandiera)  | C     | Pasquale Iacovone   |
|    | Italia (bandiera)  | C     | Giovanni Linsalata  |
|    | Italia (bandiera)  | C     | Antonio Presta      |
|    | Italia (bandiera)  | C     | Rosario Salerno     |
|    | Italia (bandiera)  | A     | Salvatore Caputo    |
|    | Italia (bandiera)  | A     | Salvatore Ciullo    |
|    | Italia (bandiera)  | A     | Giovanni Ferrante   |
|    | Croazia (bandiera) | A     | Dragutin Ristić     |

## Risultati

### Campionato Interregionale

#### Girone di andata
| 1ª giornata | Praia | 0 – 1 | Matera |  |

| 2ª giornata | Matera | 1 – 0 | Policoro |  |

| 3ª giornata | Pisticci | 3 – 1 | Matera |  |

| 4ª giornata | Matera | 1 – 0 | Putignano |  |

| 5ª giornata | Leporano | 2 – 2 | Matera |  |

| 6ª giornata | Matera | 1 – 0 | Francavilla |  |

| 7ª giornata | Matera | 4 – 1 | Bovalinese |  |

| 8ª giornata | Adelaide Nicastro | 1 – 0 | Matera |  |

| 9ª giornata | Matera | 3 – 1 | Cirò Marina |  |

| 10ª giornata | Noci | 0 – 0 | Matera |  |

| 11ª giornata | Matera | 1 – 0 | Nuova Rosarnese |  |

| 12ª giornata | Sportiva Cariatese | 0 – 0 | Matera |  |

| 13ª giornata | Matera | 3 – 0 | Moliterno |  |

| 14ª giornata | Massafra | 0 – 1 | Matera |  |

| 15ª giornata | Rossanese | 2 – 1 | Matera |  |

| 16ª giornata | Matera | 1 – 0 | Rende |  |

| 17ª giornata | Acri | 0 – 3 | Matera |  |

#### Girone di ritorno
| 18ª giornata | Matera | 1 – 0 | Praia |  |

| 19ª giornata | Policoro | 0 – 0 | Matera |  |

| 20ª giornata | Matera | 4 – 0 | Pisticci |  |

| 21ª giornata | Putignano | 1 – 1 | Matera |  |

| 22ª giornata | Matera | 5 – 0 | Leporano |  |

| 23ª giornata | Francavilla | 1 – 1 | Matera |  |

| 24ª giornata | Bovalinese | 1 – 1 | Matera |  |

| 25ª giornata                                                   | Matera    | 3 – 0 | Adelaide Nicastro |  |
| \| \| \| \| \| Ristic (R), Danza, S. Caputo \| Marcatori \| \| |           |       |                   |  |
|                                                                |           |       |                   |  |
| Ristic (R), Danza, S. Caputo                                   | Marcatori |       |                   |  |

| 26ª giornata | Cirò Marina | 1 – 1 | Matera |  |

| 27ª giornata                                       | Matera    | 2 – 0 | Noci |  |
| \| \| \| \| \| Tanzi, S. Caputo \| Marcatori \| \| |           |       |      |  |
|                                                    |           |       |      |  |
| Tanzi, S. Caputo                                   | Marcatori |       |      |  |

| 28ª giornata | Nuova Rosarnese | 0 – 0 | Matera |  |

| 29ª giornata | Matera | 2 – 0 | Sportiva Cariatese |  |

| 30ª giornata | Moliterno | 0 – 0 | Matera |  |

| 31ª giornata | Matera | 3 – 0 | Massafra |  |

| 32ª giornata | Matera | 2 – 2 | Rossanese |  |

| 33ª giornata | Rende | 1 – 0 | Matera |  |

| 34ª giornata | Matera | 7 – 2 | Acri |  |

#### Spareggi promozione
| Andata                                            | Matera    | 2 – 0 | Gangi |  |
| \| \| \| \| \| Filidoro, Danza \| Marcatori \| \| |           |       |       |  |
|                                                   |           |       |       |  |
| Filidoro, Danza                                   | Marcatori |       |       |  |

| Ritorno | Gangi | 0 – 0 | Matera |  |

#### Trofeo Jacinto

##### Fase a gironi
| 1991 1 giornata | Juventus Stabia | 0 – 2 | Matera |  |

| 1991 2 giornata | Matera | 3 – 2 | Avezzano |  |

##### Finale
| Bovalino 23 06 1991 Gara unica | Matera | 1 – 0 | Aosta |  |

## Statistiche

### Statistiche di squadra
| Competizione              | Punti | Totale | Totale | Totale | Totale | Totale | Totale |
| Competizione              | Punti | G      | V      | N      | P      | Gf     | Gs     |
| ------------------------- | ----- | ------ | ------ | ------ | ------ | ------ | ------ |
| Campionato Interregionale | 49    | 34     | 19     | 11     | 4      | 57     | 18     |
| Trofeo Jacinto            | -     | 3      | 3      | 0      | 0      | 6      | 2      |
| Totale                    | -     | 37     | 22     | 11     | 4      | 63     | 20     |

### Statistiche dei giocatori
| Giocatore     | Serie B  | Serie B | Trofeo Jacinto | Trofeo Jacinto | Totale   | Totale |
| Giocatore     | Presenze | Reti    | Presenze       | Reti           | Presenze | Reti   |
| ------------- | -------- | ------- | -------------- | -------------- | -------- | ------ |
| P. Adorisio   | 22       | 2       | ?              | ?              | 22+      | 2+     |
| P. Caputo     | 26       | 3       | ?              | ?              | 26+      | 3+     |
| S. Caputo     | 16       | 8       | ?              | ?              | 16+      | 8+     |
| C. Cifarelli  | 16       | 0       | ?              | ?              | 16+      | 0+     |
| A. Cimino     | 10       | 0       | ?              | ?              | 10+      | 0+     |
| S. Ciullo     | 24       | 3       | ?              | ?              | 24+      | 3+     |
| F. Danza      | 31       | 8       | ?              | ?              | 31+      | 8+     |
| G. Ferrante   | 11       | 1       | ?              | ?              | 11+      | 1+     |
| G. Filidoro   | 27       | 5       | ?              | ?              | 27+      | 5+     |
| A. Gardini    | 29       | 2       | ?              | ?              | 29+      | 2+     |
| F. Gigliotti  | 33       | 1       | ?              | ?              | 33+      | 1+     |
| P. Iacovone   | 10       | 0       | ?              | ?              | 10+      | 0+     |
| G. Iannella   | 23       | 0       | ?              | ?              | 23+      | 0+     |
| G. Linsalata  | 2        | 0       | ?              | ?              | 2+       | 0+     |
| C. Morciano   | 24       | 0       | ?              | ?              | 24+      | 0+     |
| G. Paolicelli | 2        | 0       | ?              | ?              | 2+       | 0+     |
| A. Presta     | 32       | 0       | ?              | ?              | 32+      | 0+     |
| D. Ristic     | 33       | 23      | ?              | ?              | 33+      | 23+    |
| R. Salerno    | 26       | 1       | ?              | ?              | 26+      | 1+     |
| D. Tanzi      | 33       | 2       | ?              | ?              | 33+      | 2+     |